# طواف إيطاليا 1971
طواف إيطاليا 1971 هو سباق دراجات هوائية أقيم في إيطاليا بتاريخ 20 مايو - 10 يونيو، تكون السباق من 20 مرحلة وامتدّ لمسافة 3567 كم بسرعة 36.597 كم/س، استغرق السباق 97 ساعة 24 دقيقة 03 ثانية. فاز به السويدي غوستا بيترسون.